# Discocyrtus moraesianus
Discocyrtus moraesianus is een hooiwagen uit de familie Gonyleptidae.